# Роберт Сильний
Роберт Сильний (фр. Robert le Fort; бл. 830 – 866) — франкський аристократ. Один із найбільших феодалів Західно-Франкського королівства, який керував як світськими, так і кількома церковними володіннями. 853 року Карл Лисий, король Західної Франції, призначив його missus dominicus. В різні часи був світським абатом Мармутьє в Турі (852—858 та 861—866), імператорським намісником у Турі, Блуа та Анже (853—858), графом Анжу, Блуа та Тура та маркізом Нейстрії (861—865 та 866), графом Отена (864—866), графом Невера та Осера (865—866), графом Парижа (у 860-ті роки) та світським абатом абатства Святого Мартіна в Турі.
Вважається родоначальником династії Робертинів; батько королів Франції Одо І і Роберта I. Прадід короля Гуго Капета, від котрого пішла королівська династія Франції, що отримала назву Капетингів.

## Походження
Достеменне походження Роберта Сильного невідоме. Відповідно до одної версії, Роберт був сином Роберта III Вормського. Інші версії кажуть що Роберт був нейстрійцем або родичем графа Труа Алерана І.

## Родина
Роберт був одружений з Аделаїдою Турською, дочкою графа Гуго Турського.
Вони мали, принаймні, двох синів:
- Одо Паризький (бл. 857–898), король Західного франкського королівства
- Роберт I (бл. 866–923), король Західного франкського королівства